# Máriakép
Máriakép (németül: Maria Bild), Badafalva településrésze Ausztriában, Burgenland tartományban a Gyanafalvi járásban.

## Fekvése
Gyanafalvától 6 km-re északkeletre a Rába völgye feletti erdős magaslaton fekszik.

## Története
A korabeli okiratok szerint a szentgotthárdi ciszterci apátságnak már 1187-ben majorja volt itt. 1739-ben Hauer Gellért perjel Bécsből magával hozta a Stephanskirche máriapócsi kegyképének másolatát és egy tölgyfára erősíttette. A képnél rendszerint úton levő erdei munkások és parasztok imádkoztak. A falu lakói többször bevitték a faluba a képet, de az csodálatos módon mindig visszatért a tölgyfára. Mivel a képnél több csodás imameghallgatás történt, nemsokára fakápolnát építettek számára, melyet a Sarlós Boldogasszony tiszteletére szenteltek. Plébániáját 1787-ben alapították, 1793-ban felépítették a mai templomot. A kegyképet a tölgyfa egy darabjával a templom főoltárára helyezték. A templom 1945-ben a harcokban súlyosan megrongálódott, de helyreállították.

## Nevezetességei
A Sarlós Boldogasszony tiszteletére szentelt kegytemploma 1793-ban épült, 1974-ben renoválták. Egyhajós templom félköríves szentélyzáródással. Főoltárát, melyet négy oszlop fog közre 1958-ban 18. és 19. századi részekből állították össze. Kegyképe a máriapócsi Madonnát ábrázolja. A szószék 18. századi.

## Külső hivatkozások
- A kegytemplom honlapja
- Máriakép mint búcsújáróhely
- Magyar katolikus lexikon
- Máriakép a dél-burgenlandi települések honlapján
- Badafalva a dél-burgenlandi települések honlapján
- A helyi tűzoltóegylet honlapja